# Mycetophila paracruciator
Mycetophila paracruciator är en tvåvingeart som beskrevs av Lastovka och Loïc Matile 1974. Mycetophila paracruciator ingår i släktet Mycetophila och familjen svampmyggor. Inga underarter finns listade i Catalogue of Life.